# Dysolobium apioides
Dysolobium apioides är en ärtväxtart som först beskrevs av François Gagnepain, och fick sitt nu gällande namn av Marechal. Dysolobium apioides ingår i släktet Dysolobium och familjen ärtväxter. Inga underarter finns listade i Catalogue of Life.